# Ignacio Allende
Ignacio José de Jesús Pedro Regalado de Allende y Unzaga (San Miguel de Allende, 1769 – Chihuahua, 1811) è stato un militare messicano capitano dell'esercito realista in Messico e divenne simpatizzante del progetto indipendentista del paese.
Prese parte alla prime riunioni segrete della ribellione, organizzate dai "corregidores" di Querétaro, e combatté a lato di padre Miguel Hidalgo y Costilla nella prima fase della guerra indipendentista. Sostituì Hidalgo al comando dell'esercito rivoluzionario, ma venne tradito a Chihuahua, venne condannato e la sua testa venne esposta ad uno degli angoli della Alhóndiga de Granaditas.

## Biografia
Allende nacque il 21 gennaio 1769 nel seno di una famiglia spagnola benestante di San Miguel el Grande (oggi San Miguel de Allende). Suo padre fu Domingo Narciso de Allende Y Ayerdy, un mercante, e sua madre Maria Ana de Unzaga. Nel 1802 si unì all'esercito spagnolo e riuscì ad arrivare a servire agli ordini di Felix Maria Calleja. Lo stesso anno si sposò, ma poco tempo dopo la moglie venne a mancare. Nel 1806 cominciò a simpatizzare con gli indipendentisti e fu iniziato in Massoneria nella loggia "Arquitectura moral" di Città del Messico, assieme a Miguel Hidalgo y Costilla. Nel 1808 era ritornato dal suo distaccamento in Texas al suo paese natale per comandare i Dragoni della regina. un reggimento d'élite.
Nel 1809 fu scoperto in una delle riunioni clandestine a favore dell'indipendenza, ma ebbe fortuna e non venne sanzionato. Continuò ad appoggiare il movimento e venne invitato a partecipare alla cospirazione organizzata da José Miguel Domínguez e da sua moglie Josefa Ortiz de Domínguez a Querétaro, dove conobbe il padre Miguel Hidalgo y Costilla e il capitano Juan Aldama.
Originalmente il movimento d'indipendenza doveva essere comandato da Allende e Aldama, ma per uno sfortunato caso i piani cambiarono improvvisamente e Hidalgo prese il comando a seguito del famoso Grido di Dolores. Gli antichi cospiratori si unirono a Hidalgo e marciarono verso San Miguel dove Allende ottenne l'appoggio del suo antico reggimento. A Celaya Hidalgo fu nominato ufficialmente capitano generale dell'esercito rivoluzionario e Allende divenne Tenente generale. Cinque giorni più tardi il viceré offrì 10.000 pesos messicani a chi avesse preso vivi o morti i leader del movimento.